# Kamoharaia megastoma
Kamoharaia megastoma es una especie de pez de la familia Bothidae en el orden de los Pleuronectiformes.

## Hábitat
Es un pez de mar.

## Morfología
• Pueden llegar alcanzar los 22,5 cm de longitud total.

## Distribución geográfica
Se encuentra desde las  costas del sur del Japón y Taiwán hasta el oeste de Australia.